# 沙梅足球會
沙梅足球會（羅馬化：FK Zemun）是一支位於塞爾維亞貝爾格萊德澤蒙的職業足球會，目前於塞爾維亞足球甲級聯賽角逐。

## 历史
俱乐部成立于1946年10月20日，由1945年成立的两家俱乐部，泽蒙斯雷马克足球俱乐部（FK Sremac Zemun）和泽蒙斯巴达足球俱乐部（FK Sparta Zemun）合并而成。合并后的俱乐部最初名为泽蒙统一足球俱乐部（FK Jedinstvo Zemun）。1969年2月23日，俱乐部与加莱尼卡足球俱乐部（FK Galenika）合并，合并后更名为泽蒙加莱尼卡足球俱乐部（FK Galenika Zemun）。
俱乐部自成立以来，长期在第二、第三级联赛进行比赛。1982年，俱乐部首次升入南斯拉夫足球甲级联赛，但仅一个赛季后便遭到降级。同一赛季他们还打入了南斯拉夫盃的半决赛，负于当届冠军贝尔格莱德红星。1985年1月1日，俱乐部将名称改为现名泽蒙足球俱乐部（FK Zemun）。
1980年后期，俱乐部跌入低级别联赛。但在财务状况稳定后，俱乐部开始再次崛起。1990年，在连续两次升级之后，俱乐部又回到了1990–91赛季的甲级联赛。此后他们的成绩稳定，在1993–94赛季获得甲级联赛的第四名，并在同一赛季再次打入国内杯赛的半决赛。
自1990年开始，泽蒙长期参加顶级联赛。但在2007年和2008年，他们连降两级，降入第三级联赛塞尔维亚足球乙级联赛。在2007–08赛季塞尔维亚杯中，他们打进决赛，最终负于游击队。他们以杯赛亚军身份获得了欧洲联盟杯参赛资格，但由于无法获得欧足联许可，他们被迫把参赛资格让给了查查克，后者又把参赛资格最终让给了OFK貝爾格萊德。
此后泽蒙多次在三个级别联赛中升降级，成绩起伏不定。

## 外部連結
- Official website （塞爾維亞文）
- Official Facebook Page （塞爾維亞文）
- Fans website
- UEFA Profile （页面存档备份，存于）
- Club profile and results （页面存档备份，存于） at Srbijasport.
- FK Zemun info （页面存档备份，存于） at srpskistadioni.in.rs